# Balabanus quadrispinosus
Genre
Espèce
Balabanus quadrispinosus, unique représentant du genre Balabanus, est une espèce d'opilions laniatores de la famille des Epedanidae.

## Distribution
Cette espèce est endémique de la province de Palawan aux Philippines. Elle se rencontre sur Balabac.

## Description
La femelle holotype mesure 3,32 mm.

## Publication originale
- Suzuki, 1977 : « Report on a collection of opilionids from the Philippines. » Journal of Science of the Hiroshima University, vol. 27, p. 1–120.